# Municipio de San Ildefonso Amatlán
El municipio de San Ildefonso Amatlán (del náhuatl: amatl, tlan ‘amate, lugar’‘Entre los amates’) es uno de los 570 municipios que conforman al estado mexicano de Oaxaca. Pertenece al distrito de Miahuatlán, dentro de la región sierra sur. Su cabecera es la localidad de San Ildefonso Amatlán.

## Geografía
El municipio abarca 76.84 km² y se encuentra a una altitud promedio de 1540 m s. n. m.

## Demografía
De acuerdo al último censo, realizado por el INEGI en 2010, en el municipio habitan 2393 personas.